# نخست‌زیستی نو
| ابردوران   | دوران             | دوره    | میلیون سال پیش |
| ---------- | ----------------- | ------- | -------------- |
| پیشین‌زیستی | پیشین‌زیستی دیرینه | سیدرین  | → پس از آن     |
| نخست‌زیستی  | نو                | نو      | ۲۵۰۰ - ۲۸۰۰    |
| نخست‌زیستی  | میانه             | میانه   | ۲۸۰۰ - ۳۲۰۰    |
| نخست‌زیستی  | دیرینه            | دیرینه  | ۳۲۰۰ - ۳۶۰۰    |
| نخست‌زیستی  | سپیده‌دم           | سپیده‌دم | ۳۶۰۰ - ۴۰۰۰    |
| هادئن      | هادئن             | هادئن   | → پیش از آن    |

نخست‌زیستی نو (Neoarchean؛ ‎/ˌniː.oʊ.ɑːrˈkiː.ən/‎ یا Neoarchaean) آخرین دوران زمین‌شناسی از ابردوره نخست‌زیستی است که ۲۵۰۰ تا ۲۸۰۰ میلیون سال پیش بود.
جانداران این دوره نخستین بار فتوسنتز اکسیژنی را انجام دادند که بعداً منجر به رویداد بزرگ اکسیژنی در دوران پیشین‌زیستی دیرینه شد.
ابرقاره کنورلند در دوره نخست‌زیستی نو شکل گرفت.